# 宁波大学附属康宁医院
宁波大学附属康宁医院，又名宁波市康宁医院、宁波市精神卫生中心，是中国浙江省宁波市一所公立精神专科医院。医院前身为1917年由旅沪镇海人叶雨庵等人创办的同义医院，位于庄市镇横河堰，1919年正式开业。1950年9月，医院由镇海县人民政府接管，1972年改为宁波地区精神病医院，1985年更名为宁波市康宁医院。2009年，位于海曙区范江岸路的海曙分院（宁波市心理咨询治疗中心）落成，2024年第一名称更名为宁波大学附属康宁医院。目前医院为三级甲等精神专科医院，为宁波大学医学院的教学医院。医院同时为浙江省精神医学司法鉴定定点单位以及宁波戒毒研究中心所在地，设有宁波市微循环与莨菪类药研究所。